# Jean de Witte
Pour les articles homonymes, voir de Witte.

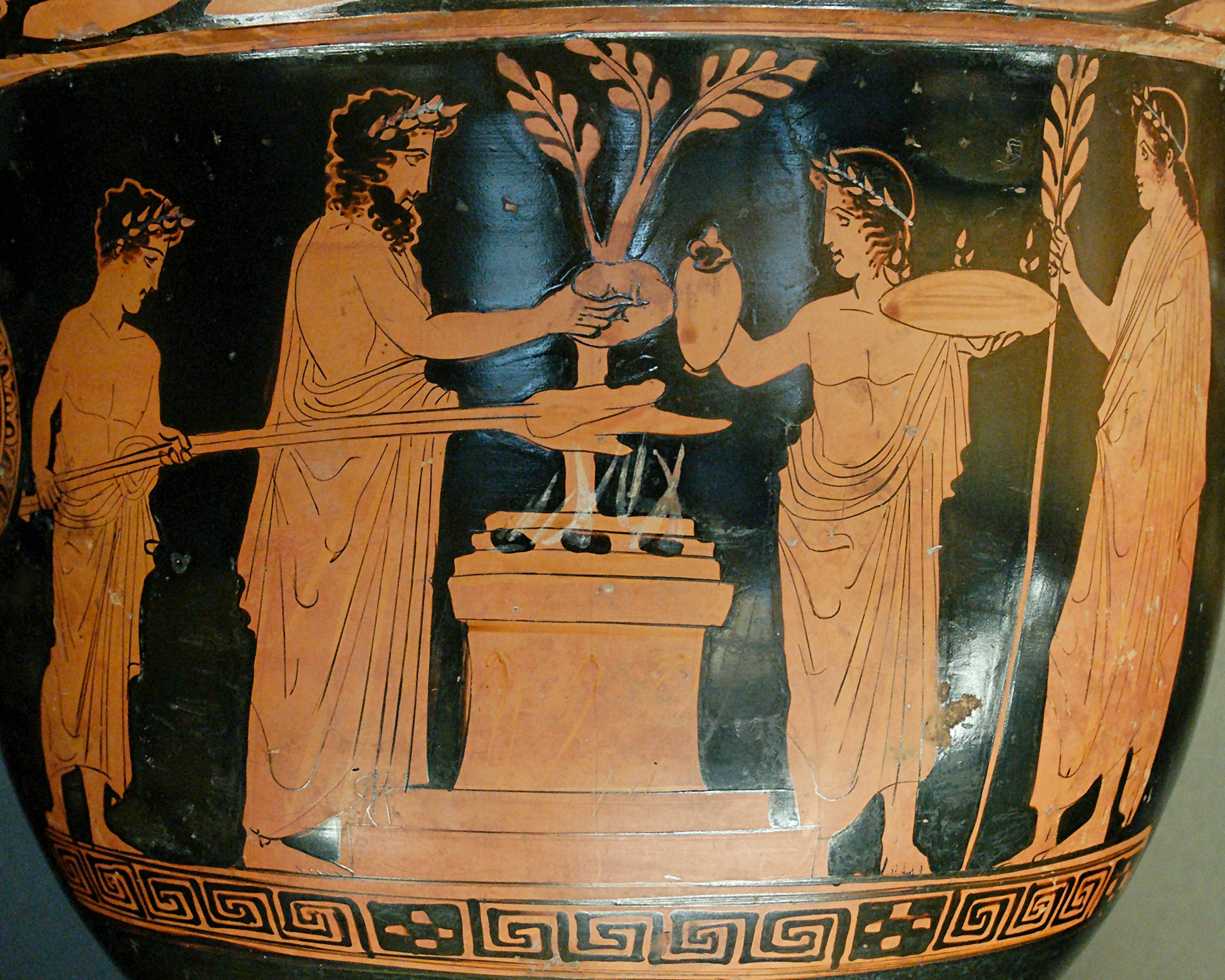

Le baron Jean de Witte (Jean Joseph Antoine Marie), né le 24 février 1808 à Anvers (Belgique) et mort le 29 juillet 1889 à Paris, est un savant, archéologue, un épigraphiste et un numismate belge. Il est un des descendants d'Adriaan de Witte, membre de la famille de Witte (Anvers).

## Biographie
Jean de Witte arrive à Paris à l'âge de 13 ans. Il fait ses études chez les Jésuites et devient ensuite archéologue.
Durant un voyage à Rome, il rencontre Louise de Crespin de Billy et en tombe amoureux. Ils se marient le 19 avril 1843 à Paris. De cette union, naissent six enfants. Invité par son ami Charles Lenormant à faire partie le 25 avril 1856 du 1er conseil général de L'Œuvre des Écoles d'Orient, plus connue actuellement sous le nom de L’Œuvre d’Orient, dont il restera membre jusqu'à son décès. Le 29 juillet 1889 il meurt à Paris en son hôtel 5, rue Fortin (aujourd'hui rue Paul Baudry).

### Carrière
Le jeune archéologue Jean de Witte est vite remarqué par les érudits de son époque. Il voyage avec eux de 1830 à 1840 en Allemagne, en Italie, en Angleterre. Jean de Witte intègre les sociétés savantes.  
En 1835, il fonde la revue Annales de l'Institut archéologique avec Antoine Chrysostome Quatremère de Quincy, le duc de Luynes, Félix Lajard, Charles Lenormant et Raoul Rochette.
En septembre 1838 avec Charles Lenormant et Jean-Jacques Ampère, il visite la Toscane et la Lombardie. 
Jean de Witte fonde en 1876 avec la collaboration de François Lenormant (fils de Charles Lenormant) la Gazette archéologique : recueil de Monuments pour servir à la connaissance et à l'histoire de l'art antique.
Il fonde également avec Adrien Prévost de Longpérier le Bulletin archéologique de l’Athenaeum français.
En 1844, Jean de Witte a été élu associé étranger et membre de l'Académie des inscriptions et belles-lettres de l'Institut de France.
En 1855, Jean de Witte reprend la direction de la Revue numismatique fondée en 1835 par Louis de la Saussaye et par Étienne Cartier. Il gardera la direction de la revue jusqu'en 1877 pour la léguer ensuite à un Comité de direction composée d'Anatole de Barthélémy, G. Schlumberger et Ernest Babelon. Il restera, jusqu'à sa mort, membre des Comités de publications de la revue numismatique.
Jean de Witte s'était également lié d'amitié avec Otto Jahn, lequel lui a fait présenter, Theodor Panofka et August Böckh. Ceux-ci ont intégré en 1845 Jean de Witte à l'Académie Royale des Sciences de Prusse en tant que membre correspondant pour la France et la Belgique. Il devient ensuite membre étranger de l'Académie bavaroise des Sciences.   
Il publia de nombreux travaux archéologiques et fit don au Musée du Louvre d'une collection de monnaies et médailles anciennes d'or et d'argent et de poteries étrusques.
Sa Correspondance archéologique est conservée à la bibliothèque de l'Institut de France et compte environ 1260 lettres échangées avec 150 correspondants.
Dans un essai de 2018, Jean Ronan de Keranflec'h consacre 44 pages à l'équipe entourant Jean de Witte. L'auteur essaie brillamment de compléter les cahiers manquants de Jean de Witte cela à partir des documents écrits par les trois autres savants avec qui Jean de Witte travaillait.

## Le Fonds Jean de Witte
Le fonds de Jean de Witte, conservé à la Bibliothèque de l’Institut de France, et complété par un lot de lettres déposé au dai de Rome, présente un intérêt majeur, puisque cet archéologue belge assura, aux côtés du duc de Luynes, le secrétariat de la section française et partagea avec Theodor Panofka (1800-1858) la responsabilité de la publication à Paris des Annales et des Monuments inédits. Sa correspondance avec les savants allemands, qui assuraient la direction romaine de l’Institut, se poursuit avec certains d’entre eux jusqu’à la fin de sa longue vie : non seulement, elle rend compte des difficultés rencontrées pour accomplir l’œuvre commune dans le respect mutuel, mais elle témoigne aussi de l’évolution de sciences dont l’élaboration repose en grande partie sur les contacts entre savants.
Le fonds contient des lettres signées Anatole de Barthélémy (1821-1904), Beulé (1826-1874), comte de Clarac (1777-1847), Maximin Deloche (1817- 1900), Ernest Desjardins (1823-1886), Albert Dumont (1842-1884), Emile Egger (1813-1885), Félix Lajard (1783-1868), Louis de La Saussaye (1801-1878), Philippe Le Bas (1794-1860), Edmond Le Blant (1818-1897), Charles Lenormant (1802-1869), François Lenormant (1835-1883), Adrien de Longpérier (1816-1882), duc de Luynes (1802-1867), Alfred Maury (1817-1892), Emmanuel Miller (1810-1886), Jules de Pétigny (1801-1868), Raoul Rochette (1790-1864), Léon Renier (1809-1886), Charles Robert (1812-1887), Gaignart de Saulcy (1807-1880), baron Thenard (1777-1871), Louis Vitet (1802-1873), W. H. Waddington (1826-1894), Natalis de Wailly (1805-1886).
Parmi les autres archéologues et numismates français les plus notables avec qui de Witte fut en relations épistolaires, on compte Alphonse de Boissieu (1807-1886), Arcisse de Caumont (1802-1873), l'abbé Cochet, Jean Deville (1789-1876), conservateur du Musée d'antiquités de Rouen, l'abbé Greppo de Montellier (1788-1863), vicaire général à Belley, le marquis de Lagoy (1 789-1860), correspondants de l'Académie des Inscriptions, Maurice Ardant, archiviste de la Haute-Vienne, le duc de Blacas (1815-1866), Chabouillet (1814-1899), conservateur à la Bibliothèque Nationale, Charles Daremberg (1817-1872), bibliothécaire à la Bibliothèque Mazarine, Charles Dauban (1820-1876), conservateur à la Bibliothèque Nationale, Prosper Dupré (1771-1866), l'abbé Martigny, Martin d'Aussigny, le vicomte de Ponton d'Amécourt (1825-1888).

## Sépulture

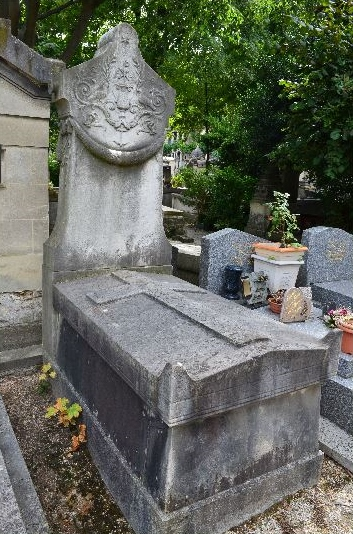
Sépulture du Baron Jean de Witte - Cimetière de Montmartre à Paris - N° 571 PP 1857.

Le baron Jean Joseph Antoine Marie de Witte est enterré au cimetière de Montmartre, à Paris, en France, avec son épouse Anne Louise Marie de Crespin de Billy (1823 - 1893). La sépulture est située dans la 22e division, 7e ligne, tombe N°19, Avenue Cordier (commence avenue Tunnel). C’est un mausolée classé monument historique et protégé, dont la concession numéro 571 PP 1857 existe depuis 1857. 

## Distinctions

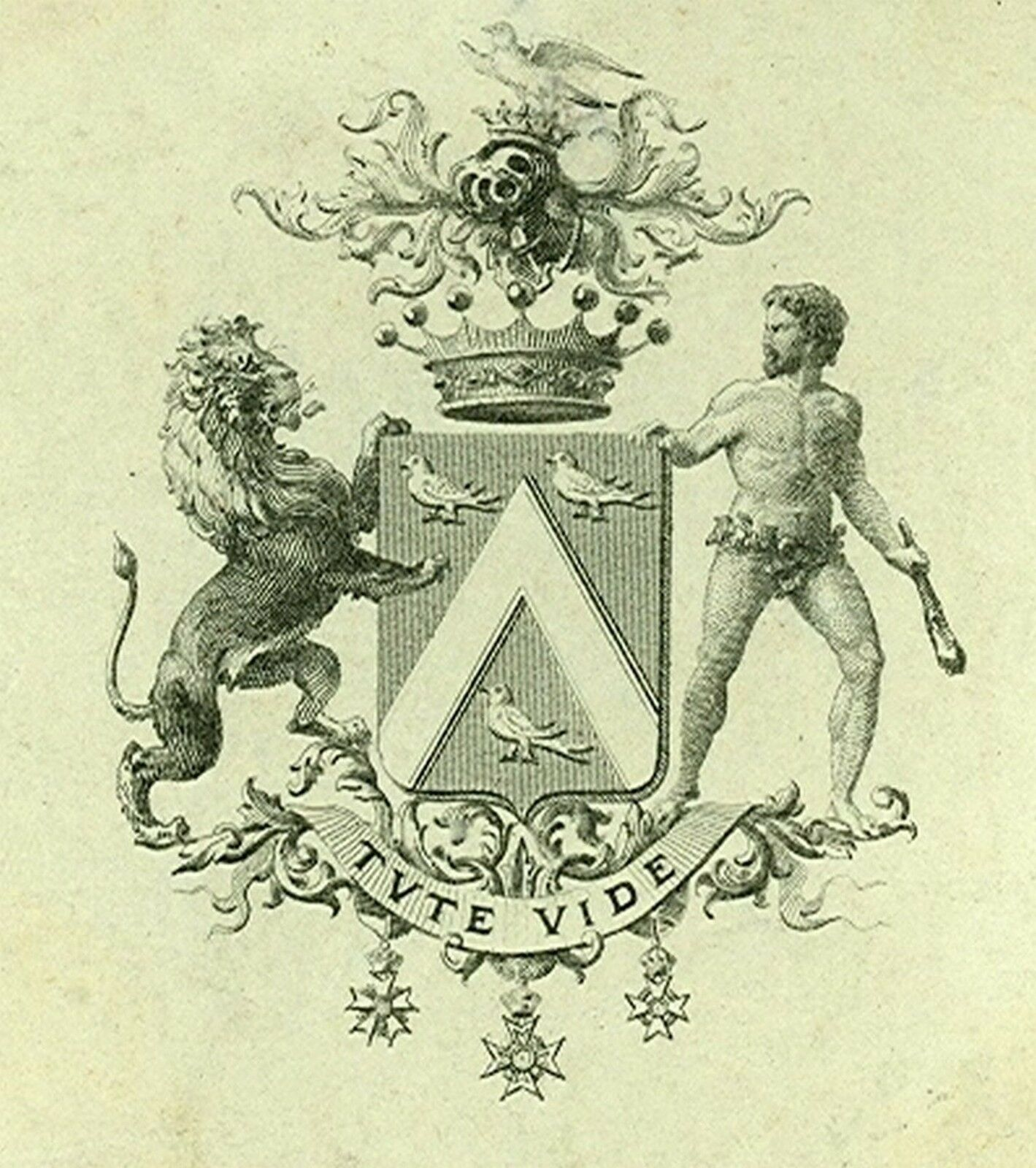
Armoiries du Baron Jean Joseph Antoine Marie de Witte.

- baron par lettres-patentes de Sa Majesté Léopold Ier de Belgique.
- 1829. Correspondant de l'Institut de correspondance archéologique fondé à Rome sous les auspices du prince de Prusse, plus tard roi sous le nom de Guillaume IV, membre en 1832, secrétaire suppléant en 1833; membre de la direction en 1840.
- 1840, le 7 mai, correspondant de l'Académie royale de Belgique, membre le 6 mai 1851.
- 1841, le 6 mai, Membre de l'Académie royale des sciences, des lettres et des beaux-arts de Belgique.
- 1841, le 3 octobre, correspondant de la Société archéologique d'Athènes.
- 1841, le 20 octobre, chevalier de l'Ordre du Sauveur de Grèce.
- 1842, le 30 décembre, correspondant de l'Institut de France, Académie des inscriptions et belles-lettres, en remplacement du chevalier A. Bröndsted. — Le 2 décembre 1864, associé en remplacement de William Cureton, de Londres.
- 1844, le 7 juin, correspondant de l'Académie pontificale romaine d'archéologie, à Rome.
- 1845, février, correspondant de l'Académie royale des sciences de Berlin.
- 1846, le 19 mai, associé étranger de la Société des antiquaires de France, puis le 8 juin 1887, associé correspondant honoraire.
- 1851, le 26 mai, chevalier de l'Ordre de Léopold de Belgique.
- 1852, le 13 août, correspondant de l'Académie d'Herculanum.
- 1854, le 15 décembre, chevalier de la Légion d'honneur, puis promu officier en 1888.
- 1857, le 5 juillet, membre de la Société royale de numismatique de Belgique.
- 1861, le 17 mai, membre de la Société royale des antiquaires du Nord, à Copenhague.
- 1861, le 31 mai, correspondant de l'Institut archéologique de la Grande-Bretagne et d'Irlande.
- 1863, le 18 octobre, Commandeur, décoré (2e classe) de l'Ordre de Saint-Stanislas de Russie.
- 1864, Nommé correspondant de l'Institut de France.
- 1867, membre titulaire de l'Académie royale d'archéologie de Belgique, à Anvers.
- membre de l’Académie des inscriptions et belles-lettres. Institut de France[12].
- Membre de l'Institut archéologique de Grande-Bretagne et d'Irlande.
- Membre de la Direction de l'Institut archéologique de Rome (École française de Rome)

## Séléction de publications de de Witte
- « La naissance et l'éducation de Bacchus », Nouvelles annales publiées par la section française de l'Institut archéologique,‎ 1836 (lire en ligne).
- Description des antiquités et objets d'art qui composent le cabinet de feu M. le chevalier E. Durand, Paris, Firmin Didot Frères, 1836, 544 p. (lire en ligne).
- Étude du mythe de Géryon, Leleux, 1841, 115 p. (lire en ligne).
- Étude sur les antiquités de Smyrne et de Constantinople, 1841, 11 p. (lire en ligne).
- Mémoire sur l'impératrice Salonine, Bruxelles, Hayez, 1852, 57 p. (lire en ligne).
- Médailles de Bonosus, Paris, 1859, 12 p. (lire en ligne).
- Études sur les vases peints, Paris, Gazette des Beaux-Arts, 1865, 122 p. (lire en ligne).
- Recherches sur les empereurs qui ont régné dans les Gaules au IIIe siècle, Lyon, Louis Perrin, 1868, 202 p. (lire en ligne).
- L'Enlévement d'Heléne: Héléne et Ménélas à la prise de Troie. Vase peint portant les signatures de Hiéron et de Macron, Levy, 1880, 12 p. (lire en ligne).
- Le géant valens. Revue Numismatique. Leleux Éditeur. Paris 1850
- Lettre à M. le professeur Edouard Gerhard sur quelques miroirs étrusques. Paris 1838. Par Jean de Witte